# Olga Kardopolceva
Olga Vitaljevna Kardopolceva (belorusko Ольга Витальевна Кардопольцева), beloruska atletinja, * 11. september 1966, Almati, Sovjetska zveza.
Nastopila je na poletnih olimpijskih igrah leta 1996, kjer je dosegla šesto mesto v hitri hoji na 10 km. Na svetovnih prvenstvih je osvojila srebrno medaljo leta 1997 v isti disciplini, na evropskih prvenstvih pa prav tako srebrno medaljo leta 1990.